# Kvagga kagyló
A Kvagga kagyló (Dreissena rostriformis bugensis) a kagylók (Bivalvia) osztályának a Veneroida rendjébe tartozó faj. Nevét egy már kihalt zebrafajról, a kvaggáról kapta. Átlagos élettartama 3-5 év.   

## Elterjedése
Megtalálható az európai és az észak-amerikai vizekben egyaránt, Ukrajnában, a Dnyeper folyó mentén és a Fekete-tenger északi részén őshonos. Emellett Németországban, Ausztriában, Romániában és Svájcban is fellelhető. Kanadában a Nagy Tavak környékén, Québec és Manitoba tartományokban, míg az Egyesült Államokban Nevada államban található meg. Magyarországon a Balatonban, leginkább a Siófoki-medencében terjedt el, először 2008-ban lehetett vele találkozni. Itt gyorsan meghonosodott, és kiszorította a területen korábban tömegesen előforduló vándorkagylót. A Kvagga kagyló nagyon tud alkalmazkodni a Siófoki-medencében lévő táplálékszegény környezethez.  A Keszthelyi-medencében ugyanakkor mind a két kagylófaj megtalálható.  

## Táplálkozás
Fitoplanktonokkal táplálkozik. A kvagga kagyló képessége abban rejlik, hogy a széndhidrát-tartalékait képes zsírra cserélni. Ez különösen jól jön a téli időszakban is, mivel ilyenkor a túlélés szempontjából elengedhetetlen, hogy az állatok feltöltött energiaraktárakkal kezdjék meg a hideg hónapokat. A kvagga kagyló a vándorkagylóhoz képest gyorsabb növekedésű,valamint a tápanyag-raktározása is jobb, aktívabb. Jobban tud összpontosítani a növekedésre és a szaporodásra is. A pontyok egyik kedvelt tápláléka. 